# RC Narbonne
Der Racing Club de Narbonne Méditerranée (kurz RC Narbonne) ist ein Rugby-Union-Verein aus der französischen Stadt Narbonne im Département Aude. Er ist zweifacher französischer Meister und spielt in der dritthöchsten Liga Nationale. Die Heimspiele werden im Parc des Sports et de l’Amitié ausgetragen.

## Geschichte
Am 26. September 1907 erfolgte die Gründung des Vereins. Zu Beginn waren die Vereinsfarben Schwarz und Granatrot; Letzteres tauschte man 1912 durch Orange. Im selben Jahr wurde Narbonne Regionalmeister des Languedoc. Im Ersten Weltkrieg fielen 24 der Spieler des Vereins. 1932 stieß Narbonne erstmals ins Meisterschaftsfinale vor, unterlag aber Lyon Olympique Universitaire. 1933 gab es erneut eine Finalniederlage, wiederum gegen den gleichen Verein. 1936 gewann der RC Narbonne seinen ersten Meistertitel, im Finale wurde AS Montferrandaise bezwungen.
1946 stieg Narbonne in die zweite Liga ab, schaffte aber in der darauf folgenden Saison den Wiederaufstieg. Während vieler Jahre vermochte der Verein nicht sonderlich zu überzeugen. Erst 1964 und 1968 schaffte es Narbonne wieder in das Halbfinale der Meisterschaft. Ebenfalls 1968 gab es den ersten Gesamtsieg in der prestigeträchtigen Challenge Yves du Manoir. Weitere Gesamtsiege in der Challenge folgten 1973, 1974, 1978 und 1979. Im Jahr 1974 unterlag Narbonne im Finale der Meisterschaft der AS Béziers, gewann aber 1979 mit einem Sieg über Stade Bagnérais zum zweiten Mal den Meistertitel.
Der RC Narbonne ist seither nie mehr Meister geworden, konnte aber dennoch zahlreiche wichtige Erfolge erzielen. 1984, 1989, 1990 und 1991 gewann der Verein die Challenge, darüber hinaus den französischen Pokal im Jahr 1985. Auf europäischer Ebene erreichte der RC Narbonne im Jahr 2001 das Finale des European Challenge Cup, unterlag aber den Harlequins aus London. Ende der Saison 2006/07 stieg Narbonne aus der höchsten Liga Top 14 ab.

## Erfolge
- Meister: 1936, 1979
- Meisterschaftsfinalist: 1932, 1933, 1974
- Finalist European Challenge Cup: 2001
- Sieger Challenge Yves du Manoir: 1968, 1973, 1974, 1978, 1979, 1984, 1989, 1990, 1991
- Finalist Challenge Yves du Manoir: 1967, 1982, 1992
- Sieger Coupe de France: 1985

## Finalspiele von RC Narbonne

### Meisterschaft
| Datum        | Meister     | 2. Finalist        | Ergebnis | Ort                               | Zuschauer |
| ------------ | ----------- | ------------------ | -------- | --------------------------------- | --------- |
| 5. Mai 1932  | Lyon OU     | RC Narbonne        | 9:3      | Parc Lescure, Bordeaux            | 13.000    |
| 7. Mai 1933  | Lyon OU     | RC Narbonne        | 10:3     | Parc Lescure, Bordeaux            | 15.000    |
| 10. Mai 1936 | RC Narbonne | AS Montferrandaise | 6:3      | Stade des Ponts Jumeaux, Toulouse | 25.000    |
| 12. Mai 1974 | AS Béziers  | RC Narbonne        | 16:14    | Parc des Princes, Paris           | 40.609    |
| 27. Mai 1979 | RC Narbonne | Stade Bagnérais    | 10:0     | Parc des Princes, Paris           | 41.981    |

### European Challenge Cup
| Datum        | Sieger         | 2. Finalist | Ergebnis | Ort                       | Zuschauer |
| ------------ | -------------- | ----------- | -------- | ------------------------- | --------- |
| 27. Mai 2001 | Harlequin F.C. | RC Narbonne | 42:33    | Madejski Stadium, Reading | 10.013    |

## Bekannte Spieler
- René Bénésis (Frankreich)
- Aimé Cassayet (Frankreich)
- Didier Codorniou (Frankreich)
- Patrick Estève (Frankreich)
- Gareth Llewellyn (Wales)
- Jo Maso (Frankreich)
- Olivier Merle (Frankreich)
- Lucien Mias (Frankreich)
- Claude Spanghero (Frankreich)
- Walter Spanghero (Frankreich)
- Franck Tournaire (Frankreich)